# Косовець золотокрилий
Косове́ць золотокрилий (Lipaugus ater) — вид горобцеподібних птахів родини котингових (Cotingidae). Ендемік Бразилії.

## Опис
Довжина птаха становить 26 см. Самці мають переважно чорне забарвлення, на плечах у них золотисто-жовті "дзеркальця". Самиці мають непримітне, оливково-зелене забарвлення, живіт у них жовтуватий. Дзьоб жовтувато-оранжевий. Самці є дуже галасливими птахами, часто видають гучний, пронизливий свист.

## Поширення і екологія
Золотокрилі косовці мешкають в горах Серра-ду-Мар і Серра-да-Мантикейра на південному сході Бразилії, в штаті Ріо-де-Жанейро, на крайньому сході Сан-Паулу і в прилеглих районах на півдні Мінас-Жерайсу. Вони живуть в середньому і верхньому ярусах вологих гірських атлантичних лісів, зокрема в Національних парках Серра-дус-Органус та Ітатіая. Зустрічаються на висоті від 1100 до 2100 м над рівнем моря. Живляться плодами, зокрема плодами пальм, а також комахами.

## Збереження
МСОП класифікує цей вид як такий, що не потребує особливих заходів зі збереження. За оцінками дослідників, популяція золотокрилих косовців становить від 20 до 40 тисяч дорослих птахів. Їм може загрожувати знищення природного середовища.